# Konstanty Brodzki
Konstanty Brodzki pseud. Kazimierz Kostecki (ur. 8 września 1883 w Warszawie, zm. 1937 w ZSRR) – działacz komunistyczny, sekretarz generalny PPS-Lewicy w Rosji, radziecki polityk i dyplomata, członek Biura Polskiego Komitetu Centralnego (KC) Rosyjskiej Komunistycznej Partii (bolszewików) (RKP(b)).
Syn majstra murarskiego Bolesława, powstańca styczniowego, zubożałego szlachcica. W 1901 brał udział w zjeździe założycielskim Związku Polskiej Młodzieży Socjalistycznej (ZPMS). Rok później był współzałożycielem Związku Młodzieży Socjalistycznej (ZMS), redagował jego pismo "Ruch" i był członkiem KC Związku. W 1903 wstąpił do PPS i był jej agitatorem na Woli. Od 1904 studiował na wydziale nauk przyrodniczych Uniwersytetu Warszawskiego. 13 listopada 1904 został ranny w głowę i aresztowany podczas demonstracji zbrojnej PPS na Placu Grzybowskim w Warszawie i na krótko osadzony w X Pawilonie Cytadeli Warszawskiej; ponownie trafił tam w 1905. W latach 1906–1911 studiował ekonomię w Monachium, po czym przeniósł się do Paryża, gdzie działał w PPS-Lewicy i organizacjach studenckich. Od 1913 do 1917 członek Komitetu Zagranicznego PPS-Lewicy. W latach 1916–1917 uczestniczył w pracach bolszewickiego klubu internacjonalistów w Paryżu; był współorganizatorem jego sekcji polskiej. Od lipca 1917 w Piotrogrodzie, gdzie był kierownikiem Wydziału Handlu i Przemysłu w Komisji Likwidacyjnej do spraw Królestwa Polskiego. Od września 1917 w Komitecie Piotrogrodzkim PPS-Lewicy. Zwolennik połączenia PPS-Lewicy z SDKPiL i zbliżenia organizacyjnego z bolszewikami. Podczas komunistycznego powstania w Piotrogrodzie w październiku 1917 organizował oddziały Czerwonej Gwardii i komitety fabryczne; w walkach ulicznych został ranny w głowę. W listopadzie 1917 brał udział w pracach nad utworzeniem Rady Polskich Organizacji Demokratyczno-Rewolucyjnych przy Komisariacie do Spraw Polskich. Po jej utworzeniu został jej członkiem. Od grudnia 1917 przewodniczący Komisji Likwidacyjnej. Od marca do sierpnia 1918 członek Komitetu Moskiewskiego PPS-Lewicy. Uczestniczył w przygotowaniach do Ogólnorosyjskiej Konferencji PPS-Lewicy, która odbyła się w sierpniu 1918 w Moskwie. Brodzki został wówczas sekretarzem generalnym PPS-Lewicy w Rosji.
Od 29 stycznia 1919 członek Centralnego Komitetu Wykonawczego (CKW) grup KPRP w Rosji sowieckiej. W lutym 1919 brał udział w VIII Zjeździe RKP(b) jako delegat CKW grup KPRP z głosem decydującym. W latach 1919–1920 członek Biura Polskiego KC RKP(b). Kierownik Komisariatu do Spraw Polskich przy Komisariacie Ludowym do Spraw Narodowościowych Rosyjskiej Federacyjnej Socjalistycznej Republiki Radzieckiej (RFSRR) w Moskwie. Od maja 1920 współpracownik redakcji "Trybuny Komunistycznej". Konsultant do spraw polskich przy Kolegium Komisariatu Ludowego Spraw Zagranicznych RFSRR, uczestnik polsko-sowieckich rozmów pokojowych w Mińsku. Później był pełnomocnikiem Kolegium do prac związanych z przygotowaniem konferencji pokojowej w Rydze i pełnomocnikiem do spraw reewakuacji polskiego majątku. Od 1921 na polecenie KC RKP(b) pracował w Międzynarodówce Komunistycznej (MK), sekretarz sekcji polskiej w Komitecie Wykonawczym (KW) MK. Uczestnik III Kongresu MK w czerwcu-lipcu 1921 w Moskwie.
W kwietniu 1924 został kierownikiem Biura Prasy i Informacji przedstawicielstwa handlowego ZSRR w Berlinie. Od 1929 kierownik Wydziału Koniunktur Ekonomicznych w Ogólnozwiązkowym Zjednoczeniu Metali Kolorowych. Później pracował w wielu innych sowieckich placówkach dyplomatycznych handlu zagranicznego. W 1937 został aresztowany przez NKWD i stracony w ramach wielkich czystek. W 1956 pośmiertnie zrehabilitowany.